# Königlich Niederländische Akademie der Wissenschaften

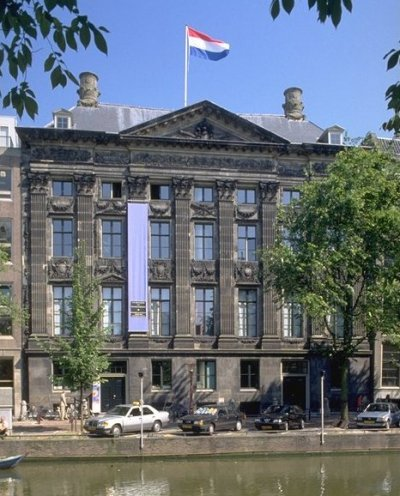
Sitz der KNAW im Trippenhuis, Amsterdam

Die Königlich Niederländische Akademie der Wissenschaften (niederländisch Koninklijke Nederlandse Akademie van Wetenschappen (KNAW); englisch Royal Netherlands Academy of Arts and Sciences) ist eine nichtstaatliche Akademie der Wissenschaften in den Niederlanden. Die Akademie ist Mitglied der All European Academies.

## Geschichte
Die Akademie wurde während der französischen Besatzungszeit als Koninklijk Instituut van Wetenschappen, Letterkunde en Schoone Kunsten von Louis Bonaparte am 4. Mai 1808 gegründet. Nach dem Abzug der Franzosen wurde das Institut 1816 umbenannt in Koninklijk Nederlandsch Instituut van Wetenschappen, Letteren en Schoone Kunsten, ab 1851 firmierte es unter Koninklijke Akademie van Wetenschappen. 1938 erhielt die Akademie ihren heutigen Namen Koninklijke Nederlandse Akademie van Wetenschappen KNAW. Seit 1973 gibt es das Amt des Präsidenten der KNAW.
Die Akademie hat seit 1812 ihren Sitz im Trippenhuis in Amsterdam, dem ehemaligen Familiensitz der Kaufmannsfamilie Trip.

## Gliederung
Die Akademie ist eingeteilt in zwei Klassen:
- die Klasse für Naturwissenschaften (Mathematik, Physik, Astronomie, Lebenswissenschaften, Ingenieurwissenschaften)
- die Klasse für Geistes- und Sozialwissenschaften, die den zweijährlichen A.H.-Heineken-Preis für Geschichte vergibt

Die Klassen unterteilen sich in weitere Abteilungen mit eigener Organisation sowie weitere wissenschaftliche Institute und Einrichtungen, wie das Internationale Institut für Sozialgeschichte.

## Preise
Die Akademie verleiht eine Reihe wissenschaftlicher Preise, darunter der H.P.-Heineken-Preis für Biochemie und Biophysik und andere Heineken-Preise, die Buys-Ballot-Medaille, die Lorentzmedaille und die Leeuwenhoek-Medaille. Eine weitere besondere Auszeichnung für das Lebenswerk ist die Akademieprofessur.

## Akademieprofessoren
Jährlich werden zwei Akademieprofessoren ausgezeichnet (je einer in Naturwissenschaften/Technik und Geisteswissenschaften, dotiert mit je 1 Million Euro für Forschungszwecke). Die Preisträger sollten zwischen 54 und 59 Jahre alt sein. Liste der Akademieprofessoren (bis 2015):
- Maurits Allessie (kardiovaskuläre Forschung): 2003 bis 2008
- Mieke Bal (Literaturwissenschaft): 2005 bis 2010
- René Bernards (Molekulare Onkologie), seit 2013
- Eric Bergshoeff (Physik): ab 2010
- Dorret Boomsma (biologische Psychologie): ab 2014
- Bert Brunekreef (Umwelt-Epidemiologie): ab 2009
- Harry Büller (Medizin): ab 2008
- Bram Buunk (Sozialpsychologie): 2005 bis 2010
- Bob ten Cate (Zahnheilkunde): seit 2007
- Sierd Cloetingh (Tektonik): seit 2006
- Cees Dekker (Biophysik): ab 2015
- Ewine van Dishoeck (Kosmochemie): seit 2012
- Hans Duistermaat (Mathematik)
- Paul Emmelkamp (klinische Psychologie): ab 2006
- Ben Feringa (Chemie): seit 2008
- Rienk van Grondelle (Biophysik): ab 2009
- Frank Grosveld (molekulare Zellbiologie):ab 2008
- Peter Hagoort (Neurowissenschaften): ab 2012
- Jan Hoeijmakers (molekulare Genetik): ab 2011
- Gerard ’t Hooft (Physik): 2003 bis 2008
- Paul Hooykaas (molekulare Genetik): ab 2009
- Rik Huiskes (Biomedizin-Technik)
- Martijn Katan (Ernährungswissenschaft): 2005 bis 2010
- Michiel van der Klis (Astronomie): ab 2010
- Ron de Kloet (Neurowissenschaften, Endokrinologie): 2004 bis 2009
- Tijn Kortmann (Staatsrecht): 2004 bis 2009
- Daan Kromhout (Öffentliche Gesundheit): ab 2009
- Joep Leerssen (Literaturwissenschaft): ab 2010
- Henk Lekkerkerker (Physikalische Chemie): 2005 bis 2010
- Hendrik Lenstra (Mathematik): ab 2007
- Bert Meijer (organische Chemie): ab 2014
- Birgit Meyer (Anthropologie): ab 2015
- George K. Miley (Astronomie): 2003 bis 2008
- Pieter Muysken (Linguistik): ab 2007
- Roeland Nolte (organische Chemie): 2003 bis 2008
- Hans Oerlemans (Meteorologie): ab 2007
- Franz Palm (Ökonometrie): 2005 bis 2010
- Dirkje Postma (Pneumologie): ab 2007
- Wil Roebroeks (Archäologie): ab 2013
- Maurice Sabelis (Populationsbiologie): ab 2006
- Rutger van Santen (Katalyse): 2004 bis 2009
- Gün Semin (Sozialpsychologie): 2003 bis 2008
- Andrew Tanenbaum (Informatik): 2004 bis 2009
- Jan Vandenbroucke (klinische Epidemiologie): ab 2006
- Willem de Vos (Mikrobiologie): ab 2009
- Liesbeth de Vries (Onkologie): ab 2010
- Pierre De Wit (molekulare Phytopathologie): ab 2008
- Jan Luiten van Zanden (Wirtschaftsgeschichte): ab 2011

## Berühmte ausländische Mitglieder
- Ludwig van Beethoven, 1809 Korrespondierendes Mitglied
- Niels Bohr, 1923 Auswärtiges Mitglied
- Marie Curie, 1913 Auswärtiges Mitglied
- Charles Darwin, 1872 Auswärtiges Mitglied
- Albert Einstein, 1920 Auswärtiges Mitglied
- Carl Friedrich Gauß, 1851 Auswärtiges Mitglied
- Hoffmann von Fallersleben, 1866 Auswärtiges Mitglied
- Alexander von Humboldt, 1809 Korrespondierendes Mitglied
- Thomas Jefferson, 1809 Assoziiertes Mitglied
- Theodor Mommsen, 1859 Auswärtiges Mitglied
- Max Planck, 1926 Auswärtiges Mitglied

## Präsidenten der KNAW
- 1973–1978 H. B. G. Casimir
- 1978–1981 Samuel Dresden
- 1981–1984 André Donner
- 1984–1990 David de Wied
- 1990–1996 Pieter Drenth (P. J. D. Drenth)
- 1996–1999 Pieter Zandbergen
- 1999–2002 Robert S. Reneman
- 2002–2005 Pim Levelt
- 2005–2008 Frits van Oostrom
- 2008–2012 Robbert Dijkgraaf
- 2012–2015 Hans Clevers
- 2015–2018 José van Dijck
- 2018–2020 Wim van Saarloos
- 2020–2022 Ineke Sluiter
- seit 2022 Marileen Dogterom